# Montecatini (azienda)
La Montecatini - Società Generale per l'Industria Mineraria e Chimica è stata un'importante e storica azienda chimica italiana fondata nel 1888 a Firenze. Cessò la sua attività nel 1966 a seguito della sua incorporazione nella Edison, con la conseguente nascita del gruppo Montecatini Edison, poi Montedison. L'ingresso della Società Montecatini in Borsa avvenne nel 1900, la sua cancellazione formale nel 1967.

## Storia

### Origini
La società fu fondata nel 1888 con il nome di Società anonima delle miniere di Montecatini, per lo sfruttamento delle miniere di rame di Montecatini Val di Cecina. Per circa 10 anni la società si dedicò allo sfruttamento della miniera di Caporciano, quindi, a seguito della scoperta di piriti ferrose in Maremma, passò alla produzione di acido solforico acquisendo concessioni per lo sfruttamento di miniere di zolfo, la più importante delle quali fu quella di Cabernardi (AN) che risultò essere la miniera solfifera più grande d'Europa con i suoi circa 100 km di gallerie distribuite su 9 livelli di coltivazione per un'estensione di 5 km².

### L'era Fauser e i fertilizzanti
Nel 1910 viene chiamato a dirigere la società Guido Donegani, che avrà un ruolo determinante per la storia dell'azienda e del suo sviluppo. Sotto la sua direzione la società assorbì la Prodotti Chimici Industriali Magni e C. subito dopo la prima guerra mondiale e questo permise alla Montecatini di entrare nel settore dei prodotti chimici, raggiungendo una posizione di preminenza sul mercato per la produzione di fertilizzanti, fosfatici e azotati, e del solfato di rame. Questi importanti risultati nel settore dei fertilizzanti sono dovuti anche alla collaborazione, iniziata nel 1921, con Giacomo Fauser, un ingegnere chimico novarese che aveva messo a punto un innovativo sistema per la produzione di ammoniaca a basso costo. Tale processo permetteva di estrarre l'azoto dall'atmosfera e di trasformarlo in ammoniaca, processo assai più economico di quello che invece estraeva l'ammoniaca dagli escrementi animali. Durante questo periodo la società cambia due volte ragione sociale, nel 1917 in "Montecatini - Società Generale per l'Industria Mineraria" e negli anni 20 in "Montecatini - Società Generale per l'Industria Mineraria ed Agricola".

### Il centro direzionale

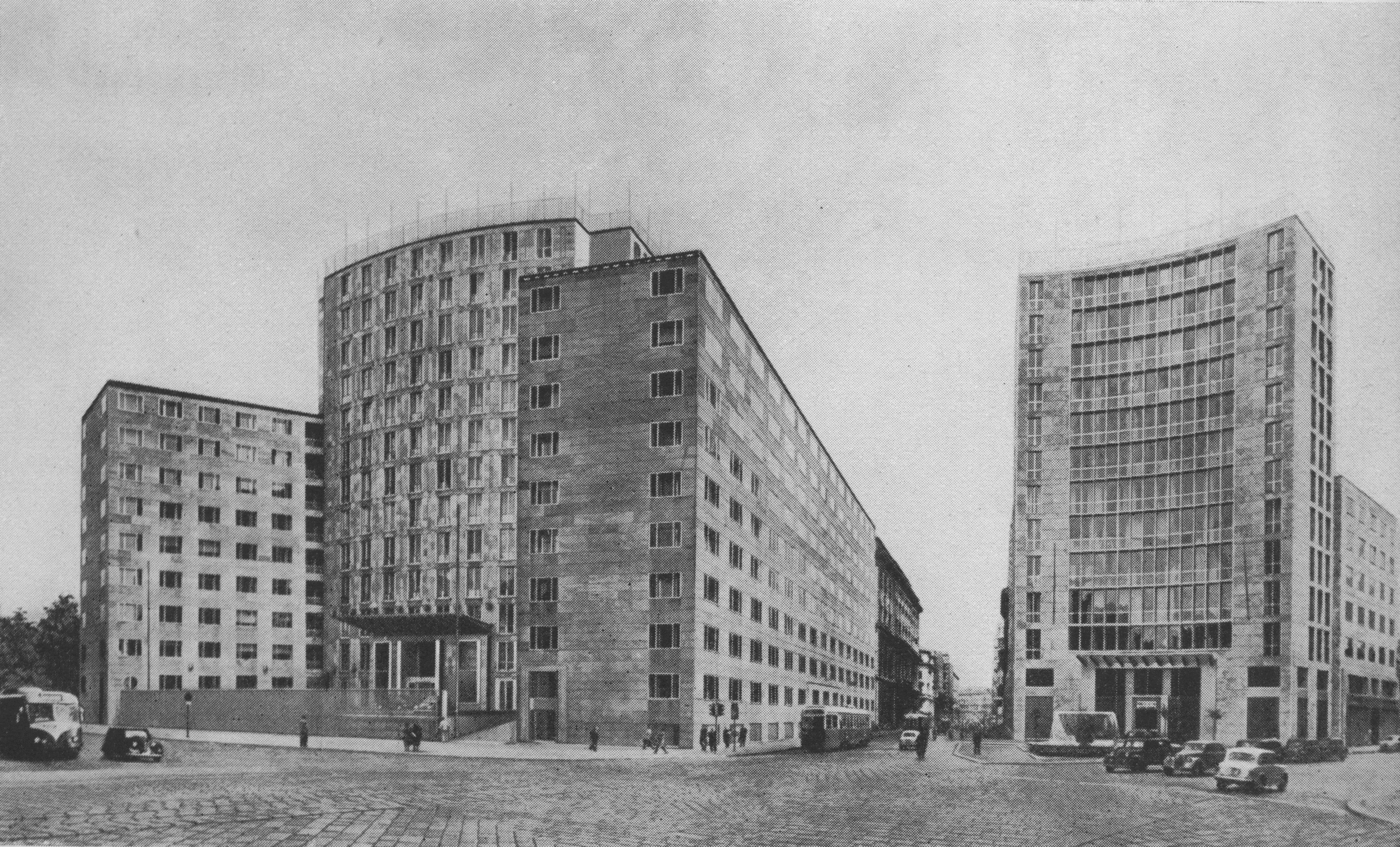
I palazzi della sede centrale del Gruppo Montecatini a Milano negli anni 50, tra Via della Moscova, Via Turati, Largo Donegani e Via Principe Amedeo

Nel corso di pochi decenni si sviluppò un imponente centro direzionale, a partire dal primo, anonimo palazzo di Via Principe Umberto 18 (oggi Via Turati), che era diventato ben presto insufficiente ad accogliere tutti i dirigenti e gli impiegati in un'unica sede. Attorno alla metà degli anni 30 venne quindi dato incarico a Gio Ponti di progettare all'angolo con Via della Moscova un secondo palazzo, modernissimo, che sarà ricordato come il "Palazzo Montecatini" per eccellenza. L'inaugurazione avviene nel 1938. L'edificio, con corpo centrale di 12 piani, è dotato di posta pneumatica e di impianto di condizionamento dell'aria e può ospitare fino a 2.000 lavoratori. La struttura architettonica, con pianta ad H rastremata, è un'«ideale rappresentazione di cristallina compattezza ed esattezza», in cui «assoluto protagonista è l'alluminio». Con la continua crescita dell'azienda, all'inizio degli anni 50 è già pronto il terzo palazzo (cioè il secondo progettato da Gio Ponti per la Montecatini), con una grande fontana che diventerà l'elemento distintivo del nuovo Largo Donegani. Oggi quest'ultimo palazzo è sede del Consolato degli Stati Uniti e delle radio del Gruppo Mediaset.

### La guerra in Africa
Nel periodo fascista il Gruppo Montecatini si sviluppò anche grazie agli inevitabili intrecci con il potere politico. L'azienda aveva il monopolio dei concimi fosfatici, e la lavorazione delle fosforiti risulta connessa a quella dell'acido solforico e dei prodotti nitrici, «ingredienti essenziali delle lavorazioni chimiche da guerra». La Montecatini contribuì dunque, seppur indirettamente, all'«operazione gas» in Etiopia dove venne usata anche l'iprite, a causa della quale morirono più di 6.000 persone nella battaglia di Amba Aradam.

### Lo sviluppo dei settori produttivi

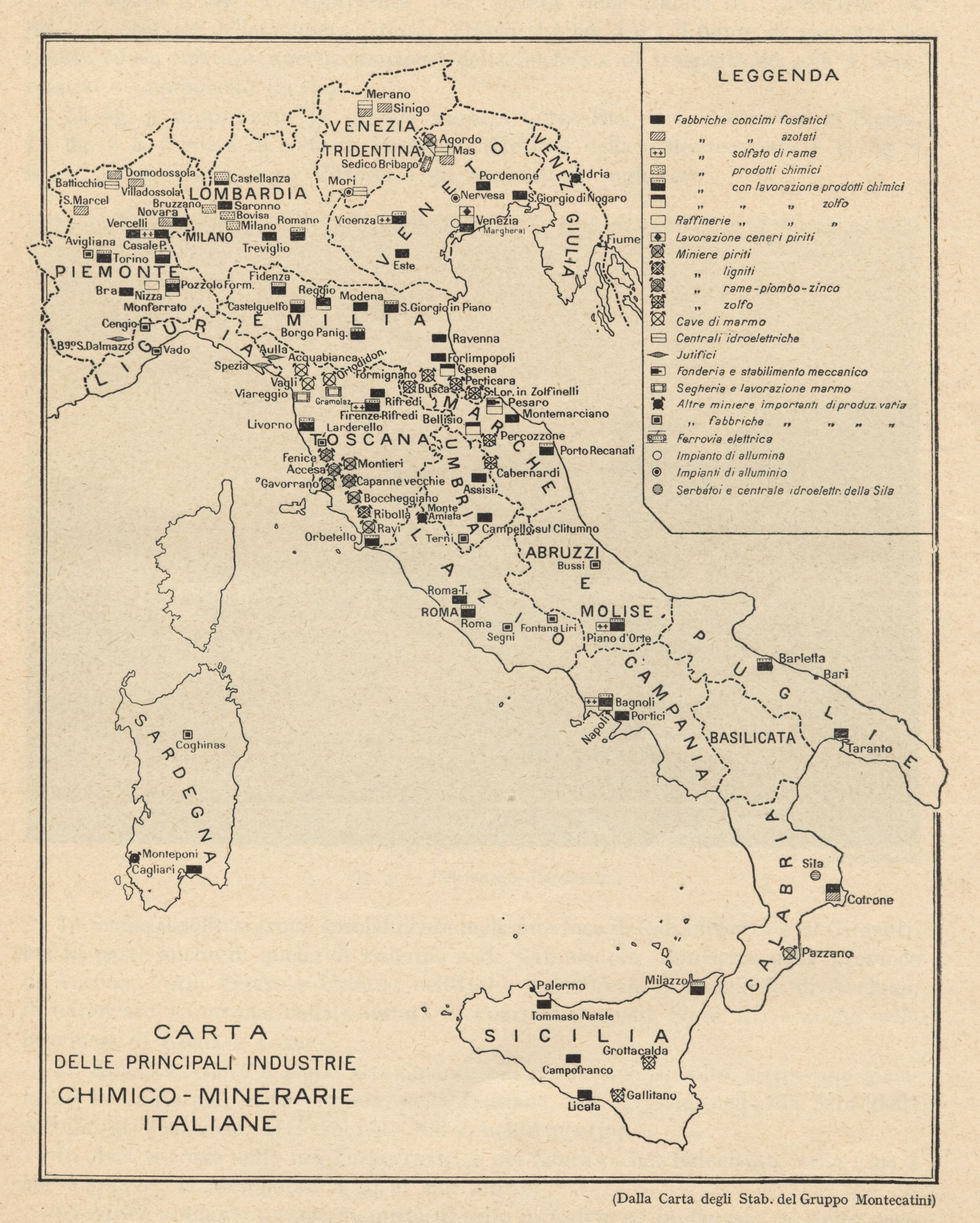
Carta degli stabilimenti Montecatini attorno al 1930

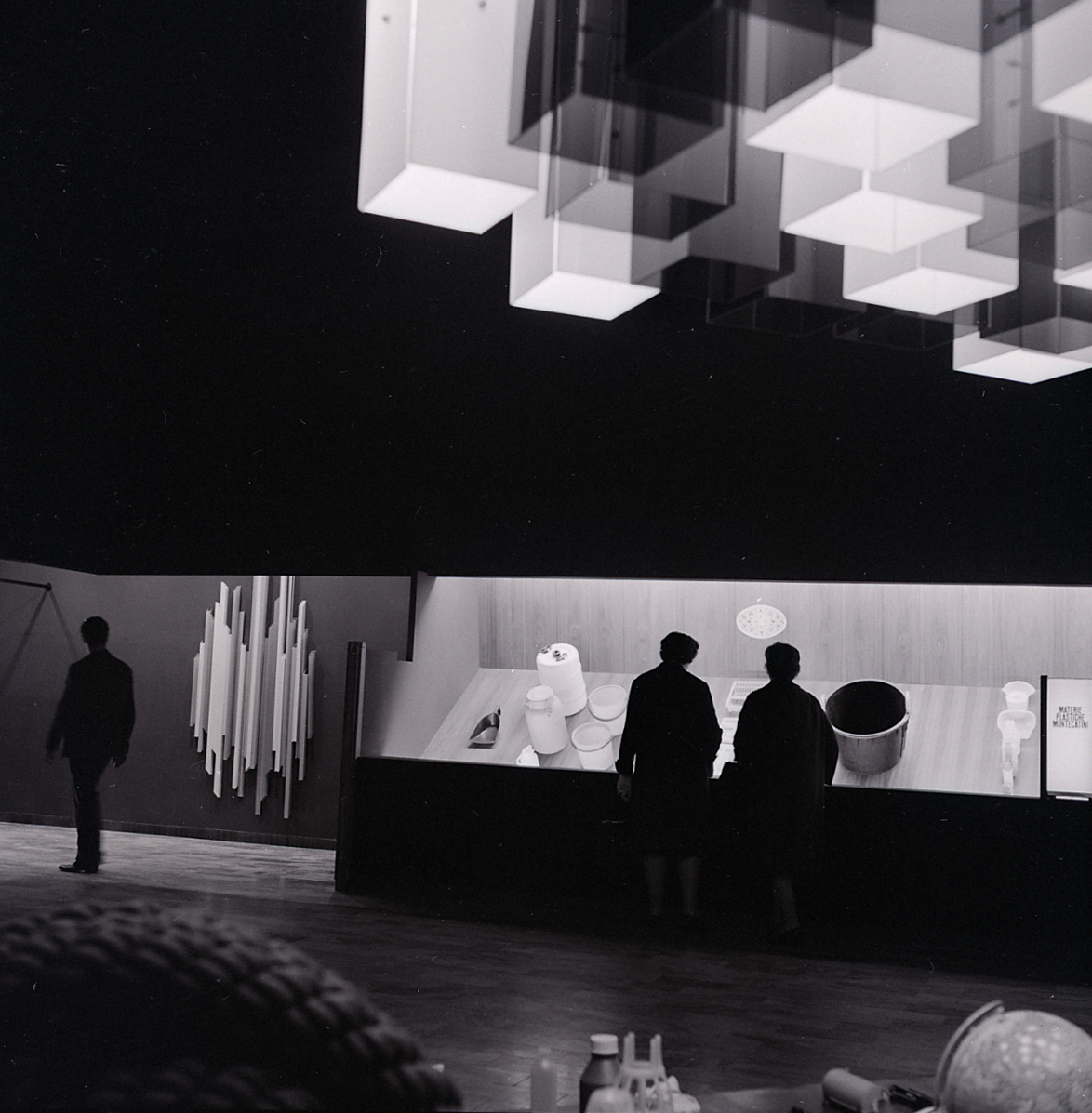
Fiera di Milano, 1954. Padiglione elastomeri della società Montecatini. Allestimento dello studio BBPR. Foto di Paolo Monti

Successive operazioni di acquisizione e incorporazione di aziende minori porteranno la Montecatini ad avere, già alla fine degli anni 30, circa 50.000 dipendenti. La ragione sociale muta ancora, e definitivamente, in "Montecatini - Società Generale per l'Industria Mineraria e Chimica".
Nel corso degli anni l'impresa amplia il proprio raggio d'azione a diversi settori produttivi, oltre a quello dei fertilizzanti, attraverso la costituzione di società specializzate, divenendo uno dei più importanti gruppi industriali italiani e uno dei maggiori gruppi chimici europei dell'epoca. In particolare:
- nel 1928 venne fondata (in joint venture con la Rhône-Poulenc) la Rhodiaseta, poi Rhodiaceta e infine Rhodiatoce per la produzione delle fibre dell'acetato di cellulosa e successivamente di quelle poliammidiche (Nylon); nello stesso anno venne costituita la SIDA per la produzione di alluminio primario.
- nel 1931 venne fondata l'ACNA (Azienda Coloranti Nazionali e Affini) per la produzione di coloranti;
- nel 1935 venne costituita (in joint venture con la Rhône-Poulenc) la Farmitalia;
- nel 1936 venne costituita, in società con lo Stato italiano, l'ANIC (Azienda Nazionale Idrogenazione Combustibili) per la produzione di gas liquefatti e oli lubrificanti;
- Nel 1941 venne fondato l'Istituto di Chimica Guido Donegani di Novara, che nel dopoguerra diventerà il centro di coordinamento di tutte le aree di ricerca e sviluppo del Gruppo Montecatini, in connessione col Politecnico di Milano e particolarmente con Giulio Natta: le ricerche fondamentali riguardavano le tecnologie di lavorazione dei minerali, la petrolchimica, i catalizzatori di polimerizzazione, la chimica del fluoro e il settore farmaceutico; nello stesso anno venne rilevata la concessione della miniera di Prestavel per l'estrazione di fluorite.
- Nel 1946, unitamente alla Edison e ad altri soggetti privati, la Montecatini fondò il CISE (Centro Informazioni Studi Esperienze), con sede a Milano, che aveva rappresentato il primo passo concreto del nascente programma nucleare italiano;
- Nel 1956 la Montecatini, insieme alla Fiat, costituì la SORIN (Società Ricerche Impianti Nucleari) e pochi anni dopo inaugurò a Saluggia il primo reattore di ricerca[4].

Dopo la seconda guerra mondiale, sotto la guida di Carlo Faina e di Piero Giustiniani, venne sviluppato il settore degli idrocarburi e del petrolchimico; ma le attività dell'azienda si estendevano a molti altri rami, dal settore minerario (alunite, blenda, fluorite, galena, marmo, pirite, zolfo) al settore metallurgico (alluminio, piombo, zinco), dall'industria farmaceutica ai coloranti, dagli esplosivi alle fibre sintetiche, dalla chimica del fluoro  fino alle materie plastiche di ultima generazione. La Montecatini possedeva inoltre diverse centrali elettriche e una rete di elettrodotti. I dipendenti del Gruppo, a metà anni 60, salirono a 75.000.

### La collaborazione con Natta
Alla fine degli anni 40 inizia la collaborazione della Montecatini con un brillante ingegnere chimico ligure del Politecnico di Milano, il prof. Giulio Natta. Gli studi di Natta sulla sintesi dei polimeri lo porteranno nel 1954 all'invenzione della molecola di polipropilene isotattico. Questo polimero è caratterizzato da un elevato carico di rottura, bassa densità, buona resistenza termica e all'abrasione.
Solo quattro anni dopo la scoperta, il polipropilene è già in produzione al petrolchimico di Ferrara. Viene realizzato il Moplen per la produzione di oggetti in plastica di varia natura: casalinghi, giocattoli, guarnizioni, contenitori per alimenti. Negli anni 60 a seguito delle scoperte di Giulio Natta, l'azienda inizia a collaborare con la RIAP, impresa facente parte del gruppo Covema, per la realizzazione di impianti di estrusione per la produzione della rafia in PP.

### La promozione dell'immagine

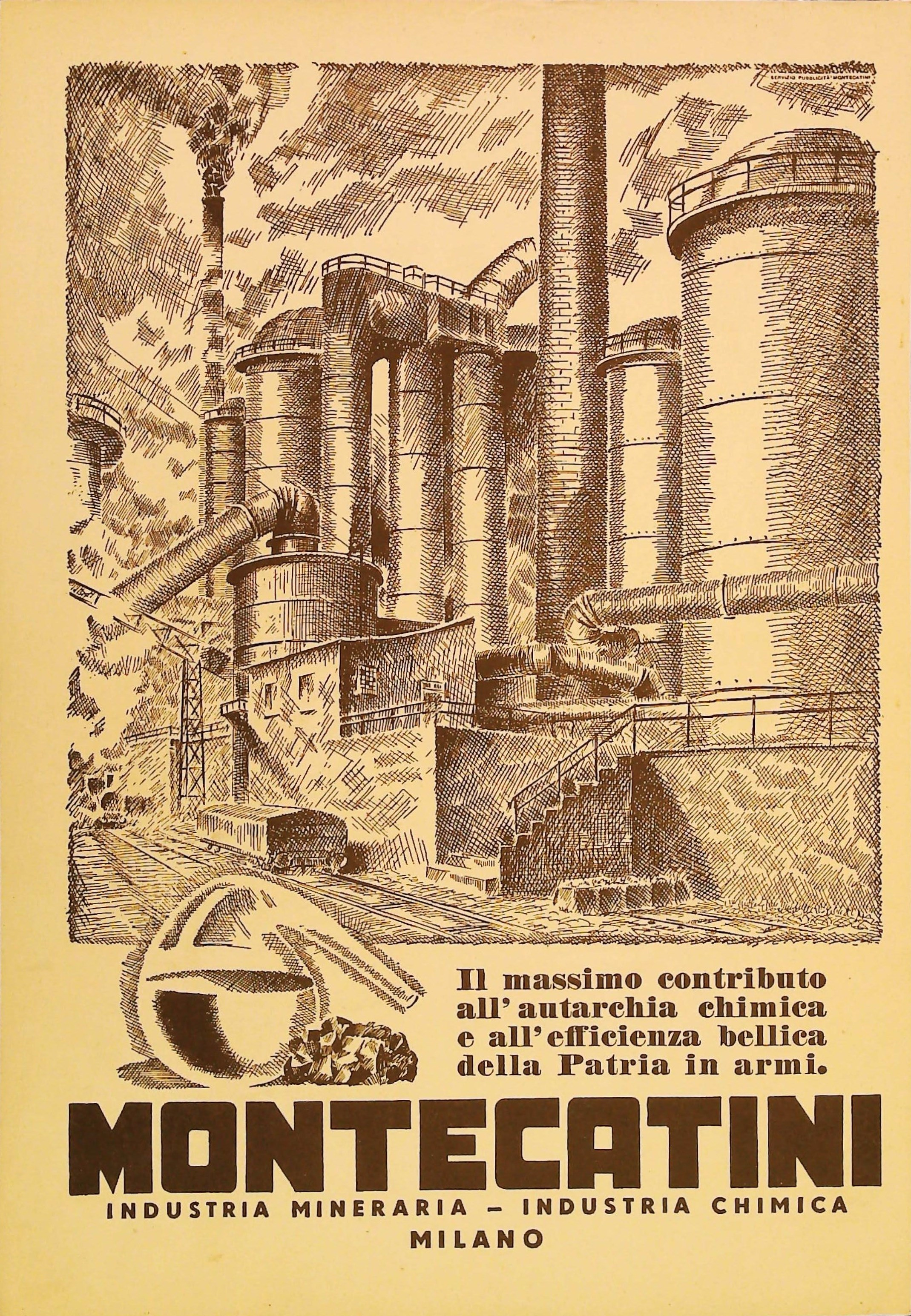
Pubblicità del Gruppo Montecatini (cm. 22,5 x 32,5), 1941

A partire dagli anni 20, con la nascita delle pubbliche relazioni e nel contesto della "battaglia del grano", la Montecatini istituì un Ufficio di propaganda, finalizzato alla diffusione dei nuovi prodotti per la concimazione, mediante opuscoli divulgativi ad alta tiratura. Ad esso seguì un Servizio pubblicità per lo sviluppo della cartellonistica (con manifesti realizzati da Aldo Mazza) e del cinema d'impresa (con documentari dell'Istituto Luce); quindi, successivamente, della pubblicità televisiva, in particolare quella del Moplen, con Gino Bramieri. 
Dagli anni 50 prese quindi avvio l'Ufficio stampa, diretto da Andrea Damiano, poi, a partire dal 1963, da Enzo Biagi. Le pubblicazioni del Gruppo Montecatini, sia di taglio popolare che scientifico, erano destinate ai dipendenti e ai giornalisti. Tra le principali:
- Due più Due - periodico mensile di vita aziendale e di cultura;[8]
- Corpo 7 - notiziario per i giornalisti;[9]
- Tecnosintesi - notiziario mensile di informazioni industriali per i giornalisti.[10]

Parte di queste testate conserverà la denominazione originale anche dopo il passaggio alla gestione Montedison.

### La crisi
Nel 1959 la Montecatini avviò la realizzazione di uno stabilimento a Brindisi per la produzione di derivati polipropilenici, avvalendosi dei finanziamenti della Cassa per il Mezzogiorno. La realizzazione dello stabilimento si rivelò un fallimento. Errori in fase di progettazione e di realizzazione dell'impianto comportarono maggiori costi e l'impegno finanziario che ne derivò influì pesantemente sul bilancio aziendale.
Giustiniani fu costretto a dimettersi, dando così avvio ad una situazione di destabilizzazione che porterà la Montecatini alla fine della sua esistenza. Infatti nei cinque anni successivi si assistette a lotte interne per la supremazia che determinarono una situazione di incertezza.

### La nascita del gruppo Montedison

Logo Montecatini Edison (dal 1966)

La situazione di precarietà si protrasse fino al 1966, anno in cui Mediobanca ideò e sostenne l'incorporazione della Montecatini nella Edison; l'operazione venne effettuata e la Montecatini cessò di esistere, mentre Edison, anche per non perdere un marchio storico dell'industria chimica, assunse la nuova denominazione di Montecatini Edison, quindi Montedison. La società appena nata aveva quasi 120.000 dipendenti.

## Stabilimenti

Ingresso della centrale idroelettrica Montecatini di Ponte Gardena nel 1938

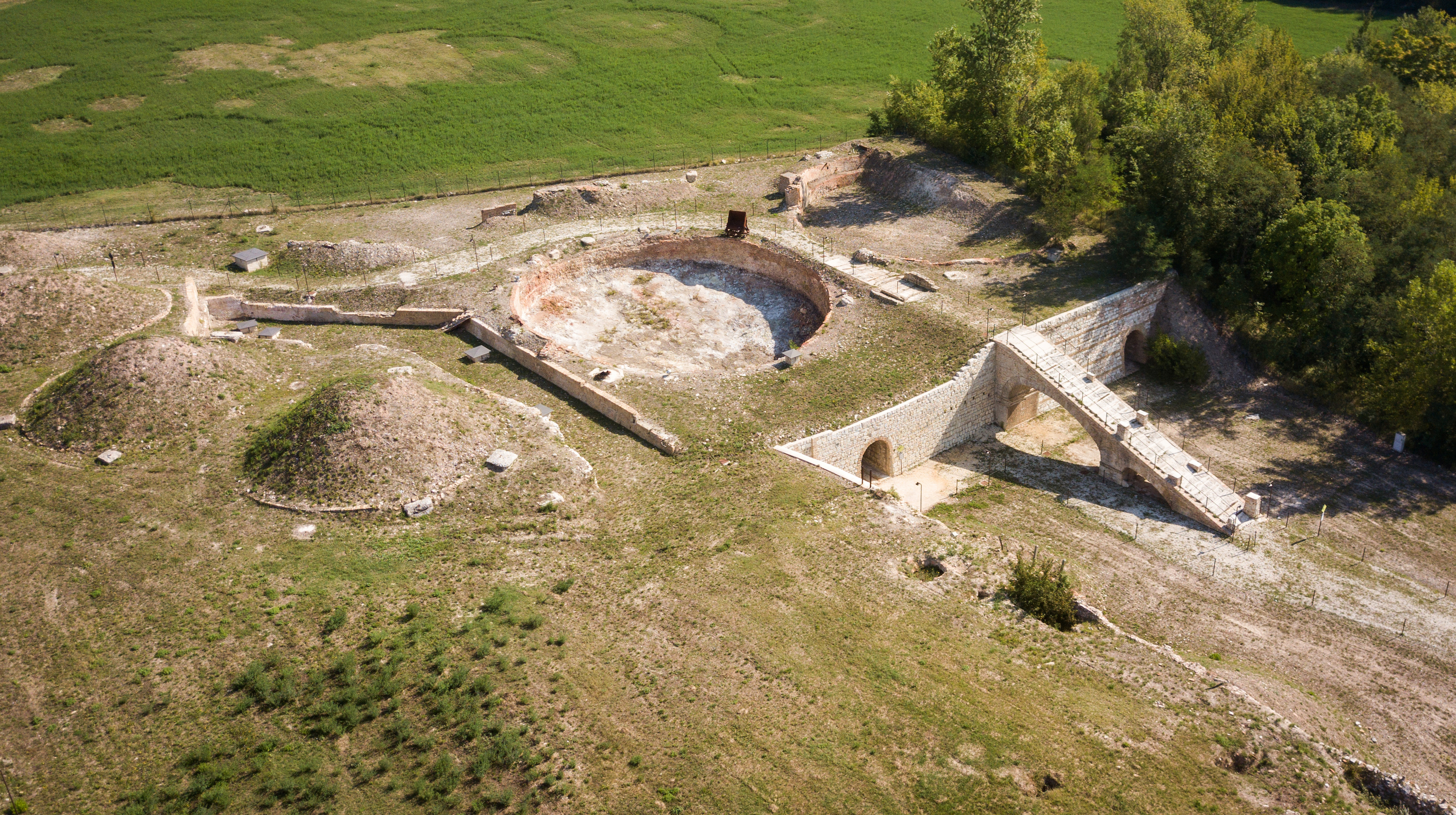
Miniera di Cabernardi

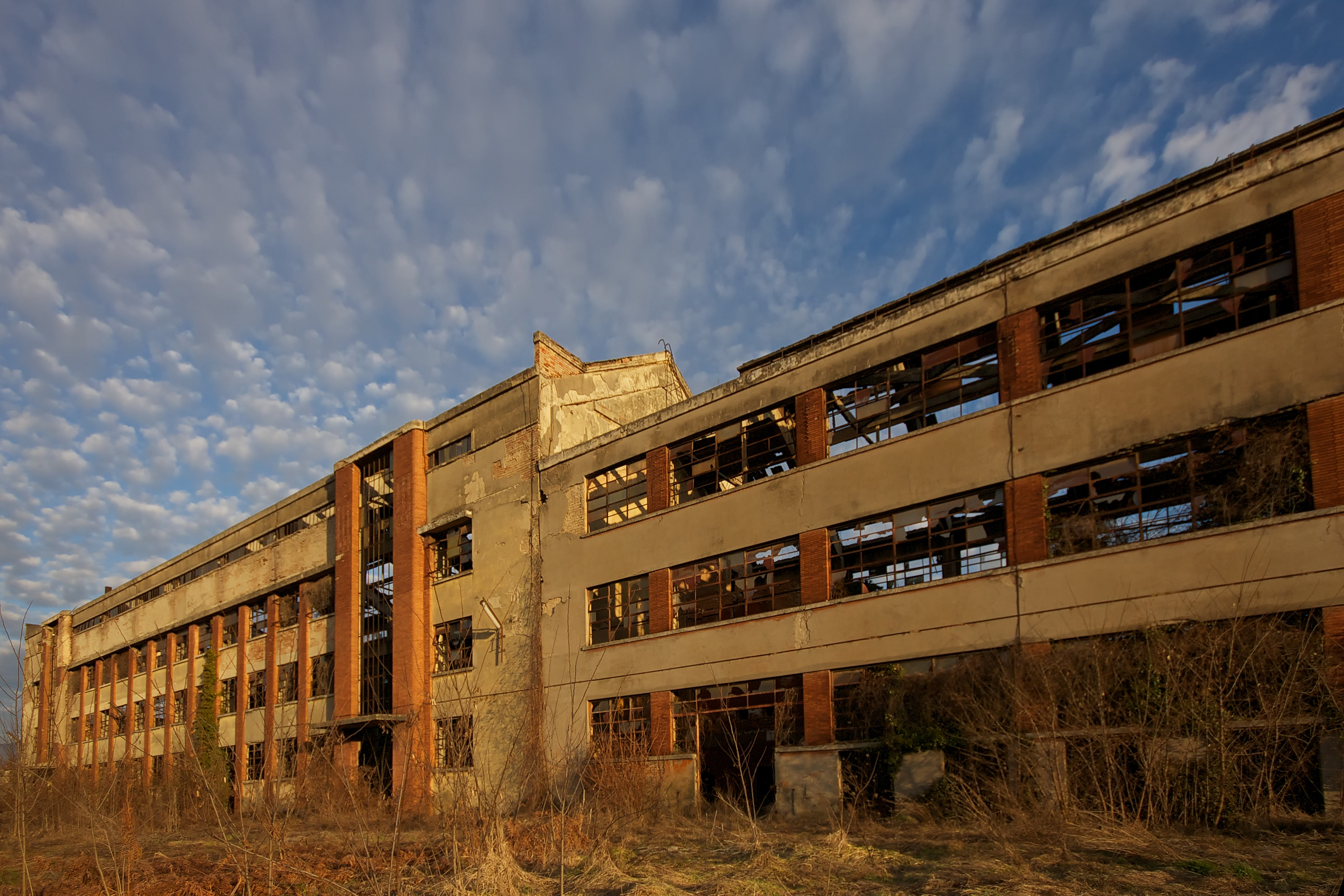
Lo stabilimento dismesso di Rieti

La lista sottostante annovera solo alcune delle più di 100 unità produttive esistenti in Italia, pertanto non è esaustiva.
- Miniera di Cabernardi (frazione di Sassoferrato): acquisita nel 1917, era impiegata nell'estrazione dello zolfo. Nel 1952 vi fu l'occupazione della Miniera da parte degli operai, in disaccordo sulla notizia di un'imminente chiusura dello stabilimento, che venne definitivamente reso inattivo nel 1959.[14]
- Stabilimento Montecatini di Montemarciano[15][16]: edifici di archeologia industriale ubicati nella frazione Marina di Montemarciano e Falconara Marittima. Era uno stabilimento destinato alla produzione di fertilizzanti. È stato chiuso nel 1990 ed è sottoposto a vincolo architettonico nel 2004. Tutta l'area è in attesa di bonifica e recupero.
- Stabilimento di Barletta: produceva fertilizzanti[17] e occupava 180 dipendenti. Chiuse nel 1976.
- Miniera di Perticara (frazione di Novafeltria): acquisita nel 1917, era impiegata nell'estrazione dello zolfo. Chiusa nel 1964.[18]
- Stabilimento di Bellisio solfare: raffinava il materiale estratto dalla miniera di zolfo di Cabernardi, venne definitivamente chiuso nel 1959.[19]
- Stabilimento di Porto Recanati[20][21] Dello stabilimento di Portorecanati rimane solamento il cosiddetto Capannone Nervi, in attesa di bonifica e recupero.
- Stabilimento di Rieti: fondato nel 1937, produceva l'acido solforico necessario per la fabbricazione della viscosa rayon nel vicino stabilimento Supertessile della SNIA;[22] fu chiuso nel 1972.[23]

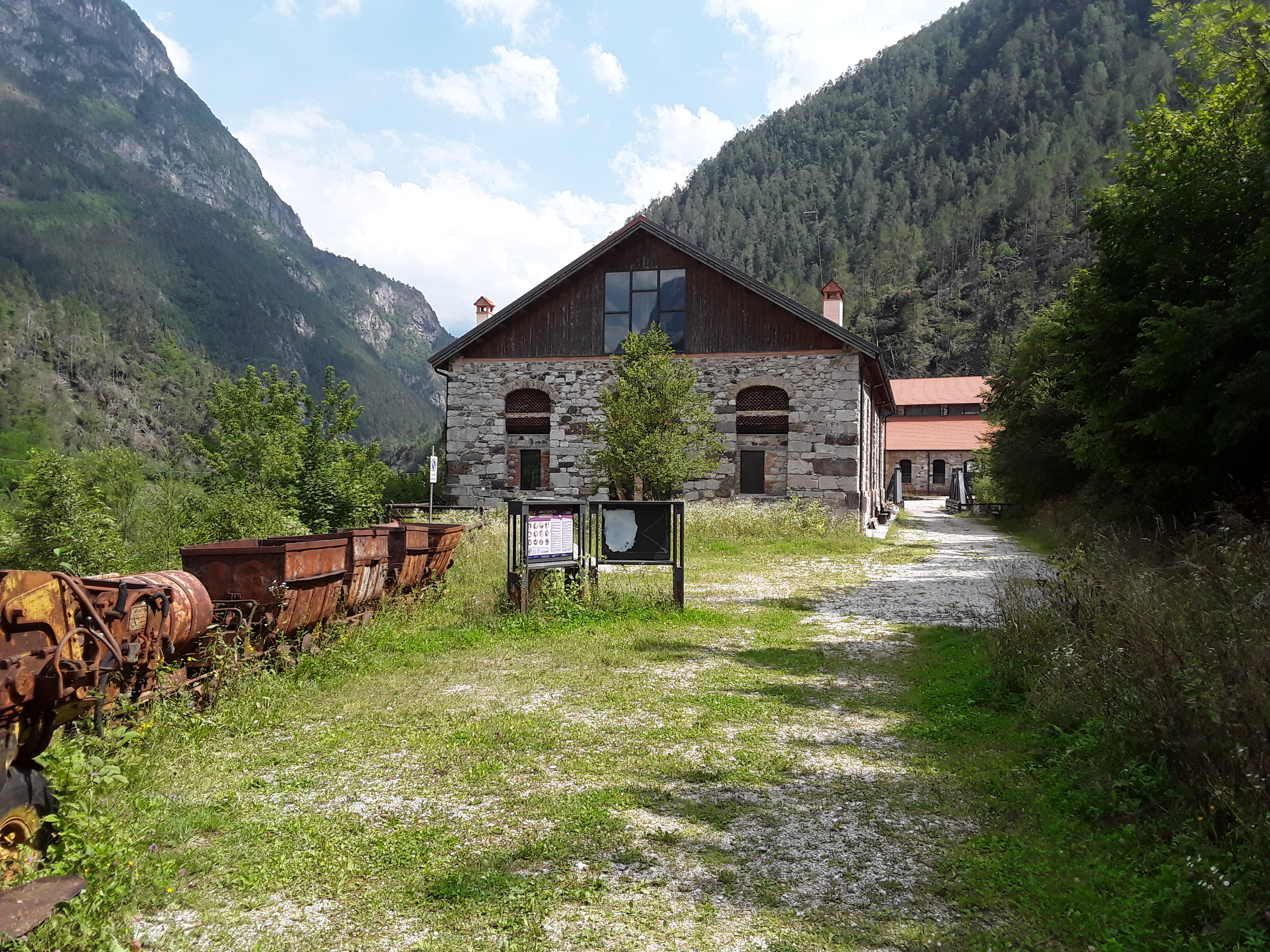
L'area estrattiva di Valle Imperina a Rivamonte Agordino BL

- Area estrattiva di Valle Imperina a Rivamonte Agordino in provincia di Belluno. Fin dai primi sfruttamenti minerari sotto la Repubblica di Venezia, Valle Imperina rappresentava il maggior centro nazionale di estrazione del rame per l'epoca e successivamente durante il XX secolo fu acquistata il 31 dicembre 1910 e sfruttata dalla Montecatini per la produzione di acido solforico tramite l’estrazione e la lavorazione della pirite. Dal 1925 al 1955 fu anche attiva la ferrovia Bribano-Agordo costruita proprio dalla suddetta ditta per il trasporto del materiale estratto dal sito minerario agordino oltre che in maniera ridotta anche come trasporto civile. L'8 settembre 1962 ci fu la chiusura totale del sito minerario di Valle Imperina ed il successivo depredamento dopo l'alluvione del 1966 ne compromise la conservazione per poi essere totalmente abbandonato. Alla fine degli anni ottanta venne avviato il progetto di recupero conservativo del sito.[24]

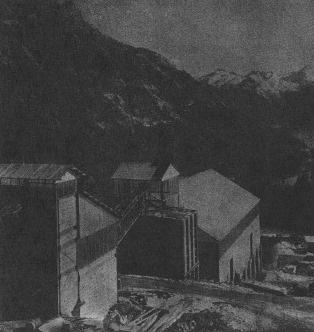
L'impianto di trattamento della fluorite in Val di Stava (Trento) nei primi anni 60

- Stabilimento per la raffinazione della fluorite di Prestavel, a Tesero-Val di Stava: entrato in funzione nel febbraio 1962, produceva fluorite "a grado acido" (di concentrazione superiore al 97%[25]), destinata agli stabilimenti per la sintesi dell'acido fluoridrico. Assorbito nel 1967 dalla Montedison, l'impianto funzionò ininterrottamente fino al 1978.[26]